# 鳥取自動車道

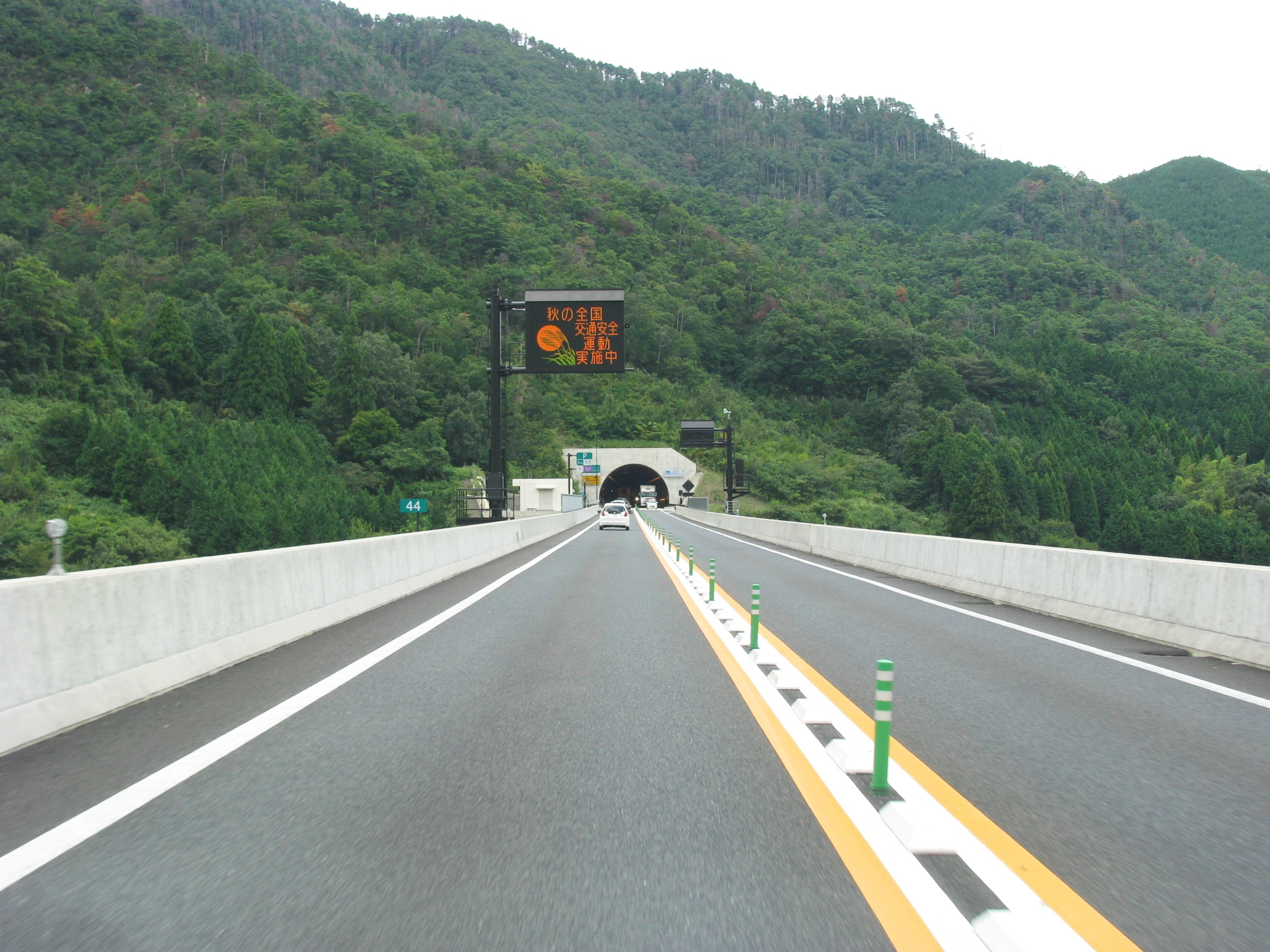
鳥取自動車道（2010年9月26日）

鳥取自動車道（とっとりじどうしゃどう、英語: TOTTORI EXPWY）は、兵庫県佐用郡佐用町から岡山県を経由し鳥取県鳥取市へ至る高速道路（高速自動車国道）である。略称は鳥取道（とっとりどう）。
高速道路ナンバリングによる路線番号は、播磨自動車道・中国自動車道とともに「E29」が割り振られている。
途中、西粟倉ICの南0.5 kmから智頭ICまでは、高速自動車国道に並行する一般国道自動車専用道路（以下、A'路線と記す）による代替区間の志戸坂峠道路である。本稿では志戸坂峠道路についても述べる。

## 概要

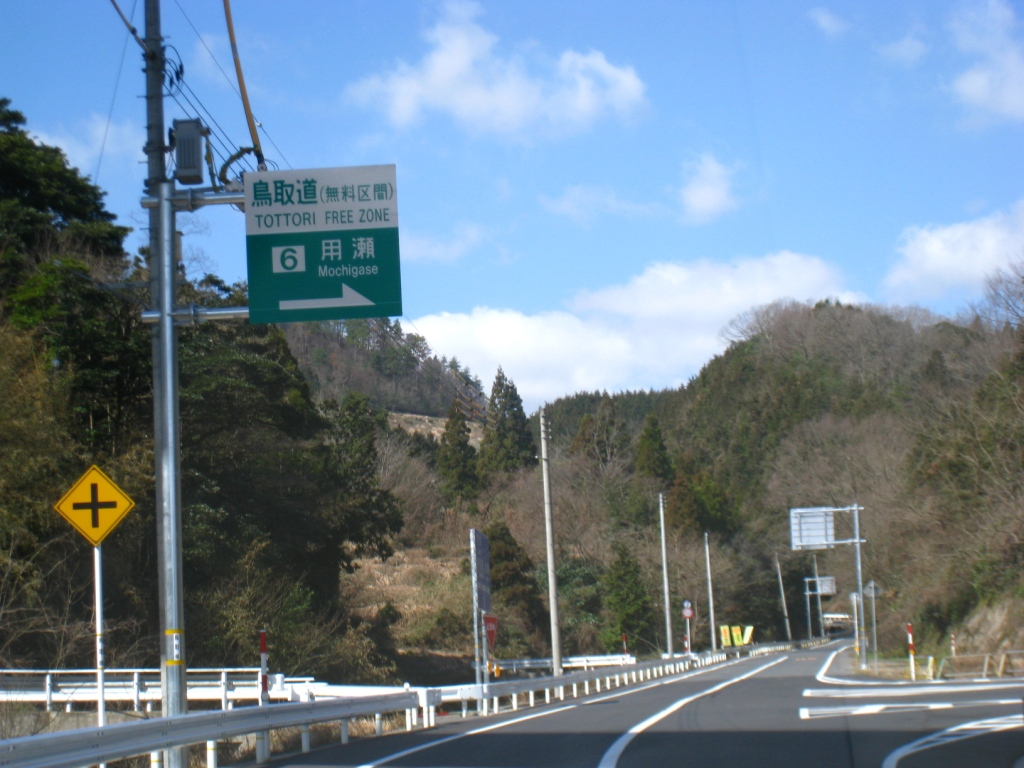
用瀬IC入口の案内板
鳥取道（無料区間）と書かれている。

中国山地を貫き鳥取県東部と中国自動車道を結ぶ高速道路であり、兵庫県の佐用郡佐用町と鳥取県の県庁所在地である鳥取市を結んでいる。全線が国道373号の路線にほぼ沿っており、山間部を通過するためトンネルが多い。
1981年（昭和56年）に志戸坂峠道路の部分が最初の供用を開始し、2009年（平成21年）3月14日には鳥取自動車道の部分で最初の区間が供用を開始した。2013年（平成25年）3月23日に全線開通した。
鳥取自動車道は無料の高速道路である。当初は有料道路で計画されていたが、2005年（平成17年）、中国自動車道との接続部（佐用TB）より北が新直轄方式へ変更された。
政令上の路線名は、中国横断自動車道姫路鳥取線（姫路市 - 鳥取市）であり、鳥取自動車道はこの一部である。

### 志戸坂峠道路

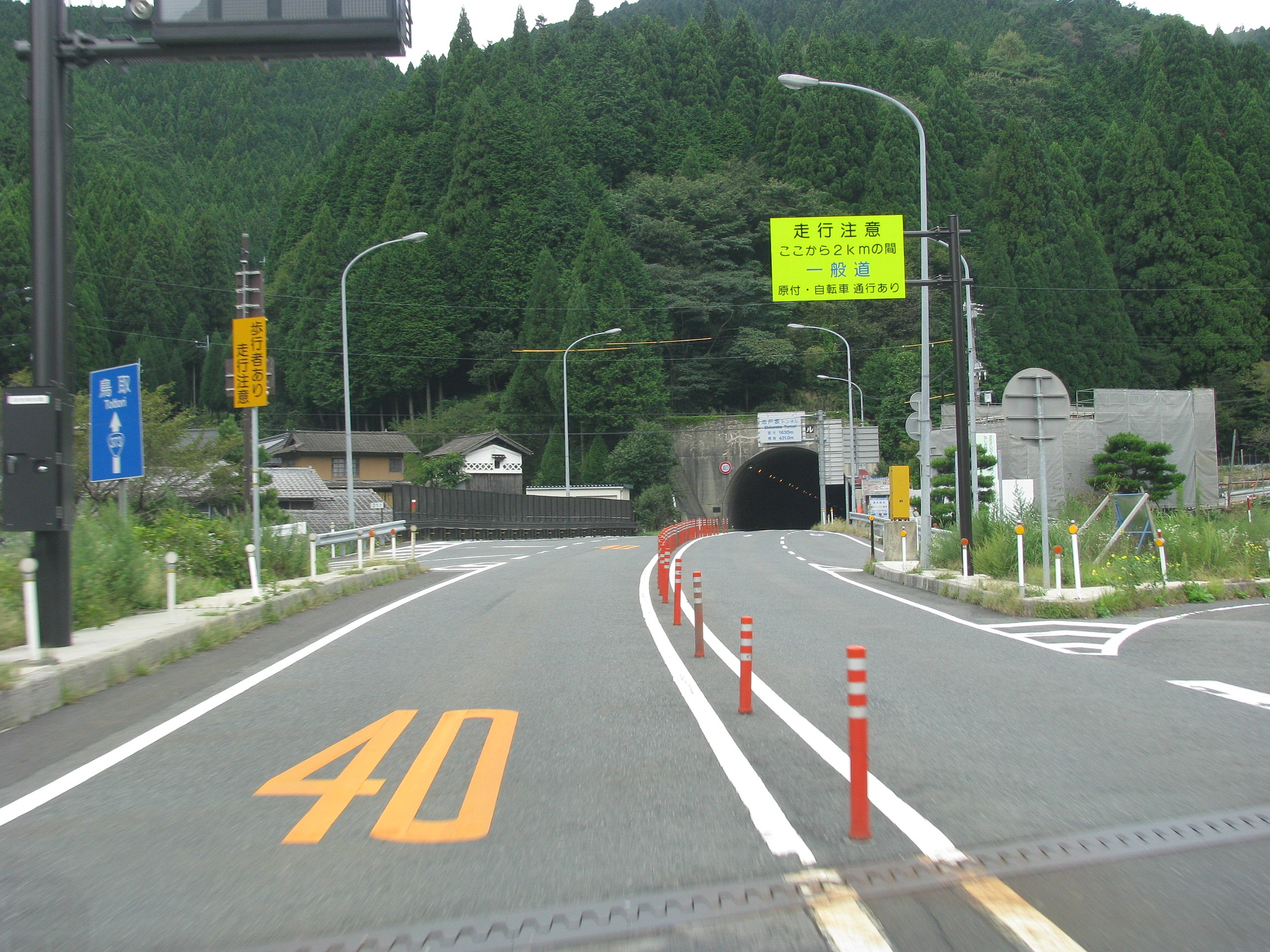
国道373号志戸坂トンネル入口（坂根）
「原付・自転車 通行あり」「歩行者あり」と書かれた走行注意標識がある。

- 起点 : 岡山県英田郡西粟倉村影石（西粟倉ICの南0.5 km地点）[注釈 2](北緯35.174805度0分0秒 東経134.334161度0分0秒)
- 終点 : 鳥取県八頭郡智頭町市瀬（智頭IC）(北緯35.285017度0分0秒 東経134.226231度0分0秒)
- 延長 : 18.4 km

西粟倉ICの南0.5 km地点から智頭IC間は、A'路線の志戸坂峠道路（国道373号のバイパス）である。高速自動車国道である中国横断自動車道姫路鳥取線ではないが、一体的に運用されている。
西粟倉ICの南0.5 km - 智頭南IC（I期区間）は、鳥取自動車道の計画策定以前に事業着手された道路であり、設計基準も一般の自動車専用道路並みとなっているほか、途中の志戸坂トンネル(北緯35.211190度0分0秒 東経134.331019度0分0秒)を挟む2.0 kmの区間は歩行者や125 cc以下の車両も通行できる一般道路となっている。一般道路区間では東側（上り線側）に歩道がある。一方、智頭南IC - 智頭IC（II期区間）は、当初から中国横断自動車道姫路鳥取線に並行する自動車専用道路として計画された道路である。

I期区間の近辺では冬季の降雪によるスタックやトンネル内の幅員の狭さによる事故が多発した。このため2019年3月、防災対策検討委員会で延長5 kmの別線バイパスが妥当と判断され、2019年度より志戸坂峠防災として事業化された。

### 路線名・道路名
供用中路線の道路名に区分すると以下のようになる。
| 路線名     | 路線番号 | 道路名       | 道路名               | 区間                                       | 道路の種類 | 道路の種類     | 管理者      | 備考                                                |
| ---------- | -------- | ------------ | -------------------- | ------------------------------------------ | ---------- | -------------- | ----------- | --------------------------------------------------- |
| 姫路鳥取線 | E29      | 鳥取自動車道 | 鳥取自動車道         | 佐用JCT - 佐用TB                           | A路線      | A路線          | NEXCO西日本 |                                                     |
| 姫路鳥取線 | E29      | 鳥取自動車道 | 鳥取自動車道         | 佐用TB - 西粟倉ICの南0.5 km                | A路線      | A路線          | 国交省      | 新直轄方式整備区間                                  |
| -          | E29      | 国道373号    | 志戸坂峠道路（I期）  | 西粟倉ICの南0.5 km - 坂根交差点            | A'路線     | 自動車専用道路 | 国交省      | 別線バイパス（延長5.0 km）を事業中 （志戸坂峠防災） |
| -          | E29      | 国道373号    | 志戸坂峠道路（I期）  | 坂根交差点 - 駒帰交差点 （志戸坂トンネル） | A'路線     | 一般道路       | 国交省      | 別線バイパス（延長5.0 km）を事業中 （志戸坂峠防災） |
| -          | E29      | 国道373号    | 志戸坂峠道路（I期）  | 駒帰交差点 - 智頭南IC                      | A'路線     | 自動車専用道路 | 国交省      | 別線バイパス（延長5.0 km）を事業中 （志戸坂峠防災） |
| -          | E29      | 国道373号    | 志戸坂峠道路（II期） | 智頭南IC - 智頭IC                          | A'路線     | 自動車専用道路 | 国交省      |                                                     |
| 姫路鳥取線 | E29      | 鳥取自動車道 | 鳥取自動車道         | 智頭IC - 鳥取IC                            | A路線      | A路線          | 国交省      | 新直轄方式整備区間                                  |

## インターチェンジなど
- IC番号欄の背景色が■である部分については道路が開通済みの区間を示している。また、施設名欄の背景色が■である部分は施設が供用開始されていない、又は完成していない事を示す。
- バスストップ (BS) のうち、○は運用中、◆は休止中の施設。無印はBSなし。
- 略字は、ICはインターチェンジ、JCTはジャンクション、PAはパーキングエリア、TBは本線料金所、CB：チェーンベース（チェーン脱着場）、TNはトンネルをそれぞれ示す。
- 本線上におけるキロポストの距離数には佐用TB以南に「佐用」という表記が数字の前に存在する。

| IC番号                        | 施設名                        | 接続路線名        | 起点から (km)                               | キロポスト (km)             | BS   | 備考                                                           | 所在地                                          | 所在地               |
| ----------------------------- | ----------------------------- | ----------------- | ------------------------------------------- | --------------------------- | ---- | -------------------------------------------------------------- | ----------------------------------------------- | -------------------- |
| 10-2                          | 佐用JCT                       | E2A 中国自動車道  | 0.0                                         | 0.0                         | -    |                                                                | 兵庫県 佐用郡 佐用町                            | 兵庫県 佐用郡 佐用町 |
| -                             | 佐用TB                        | -                 | 1.0                                         | 1.0 0.0                     | -    |                                                                | 兵庫県 佐用郡 佐用町                            | 兵庫県 佐用郡 佐用町 |
| -                             | 佐用平福BS                    | -                 | 4.9                                         | 3.9                         | ○    |                                                                | 兵庫県 佐用郡 佐用町                            | 兵庫県 佐用郡 佐用町 |
| 1                             | 佐用平福IC                    | 国道373号         | 5.0                                         | 4.0                         | -    | 鳥取方面出入口 近隣に 道の駅宿場町ひらふく                     | 兵庫県 佐用郡 佐用町                            | 兵庫県 佐用郡 佐用町 |
| 2                             | 大原IC                        | 国道429号         | 10.9                                        | 9.9                         | ○    |                                                                | 岡山県                                          | 美作市               |
| -                             | 西粟倉BS                      | -                 | 18.1                                        | 17.1                        | ○    |                                                                | 岡山県                                          | 英田郡 西粟倉村      |
| -                             | 西粟倉CB （志戸坂峠道路起点） | -                 | 19.0                                        | 18.0                        | -    | 鳥取方面のみ 鳥取自動車道と志戸坂峠道路との境界                | 岡山県                                          | 英田郡 西粟倉村      |
| 3                             | 西粟倉IC                      | 国道373号（現道） | 19.5                                        | 18.5                        |      | 近隣に 道の駅あわくらんど                                      | 岡山県                                          | 英田郡 西粟倉村      |
| -                             | 坂根交差点                    | 国道373号（現道） | 22.6                                        | 21.6                        |      | 一般道路。 別線バイパス（延長5.0 km）を事業中 （志戸坂峠防災） | 岡山県                                          | 英田郡 西粟倉村      |
| -                             | 志戸坂TN                      |                   |                                             |                             | -    | 一般道路。 別線バイパス（延長5.0 km）を事業中 （志戸坂峠防災） | 岡山県                                          | 英田郡 西粟倉村      |
| -                             | 志戸坂TN                      | 鳥取県            | 八頭郡 智頭町                               |                             | -    | 一般道路。 別線バイパス（延長5.0 km）を事業中 （志戸坂峠防災） |                                                 |                      |
| -                             | 駒帰交差点                    | 鳥取県            | 八頭郡 智頭町                               | 国道373号（現道）           | 24.6 | 一般道路。 別線バイパス（延長5.0 km）を事業中 （志戸坂峠防災） | 23.6                                            |                      |
| -                             | 福原PA                        | 鳥取県            | 八頭郡 智頭町                               | -                           | 27.0 | 26.0                                                           | ○                                               | 佐用方面のみ         |
| 4                             | 智頭南IC                      | 鳥取県            | 八頭郡 智頭町                               | 国道373号（現道）           | 28.5 | 27.5                                                           |                                                 | 佐用方面出入口       |
| -                             | 毛谷CB                        | 鳥取県            | 八頭郡 智頭町                               | -                           | 32.0 | 31.0                                                           | -                                               |                      |
| 5                             | 智頭IC                        | 鳥取県            | 八頭郡 智頭町                               | 国道53号・国道373号（現道） | 36.8 | 35.8                                                           |                                                 |                      |
| 6                             | 用瀬IC/PA                     | 鳥取県            | 県道49号鳥取河原用瀬線（市道経由）          | 47.2                        | 46.2 | ○                                                              |                                                 | 鳥取市               |
| 7                             | 河原IC/PA                     | 鳥取県            | 国道53号・国道373号 県道324号河原インター線 | 51.7                        | 50.7 | ○                                                              | PAは鳥取方面のみ 近隣に 道の駅清流茶屋 かわはら | 鳥取市               |
| 8                             | 鳥取南IC                      | 鳥取県            | 国道53号・国道373号                         | 55.1                        | 54.1 | -                                                              | 佐用方面出入口                                  | 鳥取市               |
| 8                             | 鳥取南IC                      | 鳥取県            | 国道53号・国道373号                         | 55.7                        | 54.7 | -                                                              | 鳥取方面出入口                                  | 鳥取市               |
| 9                             | 鳥取IC                        | 鳥取県            | 国道29号（津ノ井バイパス支線）              | 61.5                        | 60.5 | -                                                              | キロポストは60.0KPまで                          | 鳥取市               |
| E9 山陰自動車道（鳥取西道路） |                               |                   |                                             |                             |      |                                                                |                                                 |                      |

- 開通済区間のキロポストについては以下の通りとなっている。
  - 佐用JCT - 佐用TB間 : 佐用JCTからのキロ数表示（順方向）。キロポストの数字の前には「佐用」がついている（佐用JCT : 佐用0.0、佐用TB : 佐用1.0）。
  - 佐用TB - 鳥取IC間 : 佐用TBからのキロ数表示（順方向）（佐用TB : 0.0、鳥取IC : 60.5）。

## 歴史
| 1981 | (志戸坂峠道路として)坂根交差点 - 駒帰交差点      |
| 1982 |                                                  |
| 1983 |                                                  |
| 1984 |                                                  |
| 1985 |                                                  |
| 1986 |                                                  |
| 1987 |                                                  |
| 1988 |                                                  |
| 1989 |                                                  |
| 1990 |                                                  |
| 1991 |                                                  |
| 1992 |                                                  |
| 1993 |                                                  |
| 1994 | (12月)(志戸坂峠道路として)西粟倉IC - 坂根交差点  |
| 1995 |                                                  |
| 1996 |                                                  |
| 1997 | (4月)(志戸坂峠道路として)駒帰交差点 - 尾見ランプ |
| 1998 |                                                  |
| 1999 |                                                  |
| 2000 |                                                  |
| 2001 |                                                  |
| 2002 |                                                  |
| 2003 |                                                  |
| 2004 |                                                  |
| 2005 |                                                  |
| 2006 |                                                  |
| 2007 |                                                  |
| 2008 | (3月)(志戸坂峠道路として)尾見ランプ - 智頭IC     |
| 2009 | (3月)智頭IC - 河原IC                             |
| 2010 | (3月)佐用JCT - 大原IC間・河原IC - 鳥取IC         |
| 2011 |                                                  |
| 2012 |                                                  |
| 2013 | (3月)大原IC - 西粟倉IC                           |

- 1981年（昭和56年） : 志戸坂トンネル（のちの坂根交差点 - 駒帰交差点間）開通。この区間が志戸坂峠道路初の供用部となった。
- 1987年（昭和62年）
  - 6月30日 : 四全総が閣議決定。高規格幹線道路が構想される。
  - 9月1日 : 四全総を受け国幹道法改正、予定路線が中国横断自動車道姫路鳥取線になる。
- 1994年（平成6年）12月19日 : 志戸坂峠道路の岡山県側（のちの西粟倉IC - 坂根交差点間）開通。
- 1995年（平成7年）11月30日 : 志戸坂峠道路について、A'路線による代替が示される。
- 1997年（平成9年）4月16日 : 志戸坂峠道路の駒帰交差点 - 尾見ランプ（現・智頭南IC）間開通。
- 2004年（平成16年）12月25日 : 国幹会議で新直轄区間を選定される。
- 2005年（平成17年） : 鳥取自動車道が有料道路から新直轄方式（無料）に変更される。
- 2008年（平成20年）3月30日 : 志戸坂峠道路の尾見ランプ - 智頭IC間が開通し、福原PAが開業、福原BS（上り線は福原PAに併設、下り線は単独で設置）が開設。同時に尾見ランプが智頭南ICに改称[9]。
- 2009年（平成21年）3月14日 : 智頭IC - 河原IC間が開通[10]。この区間が鳥取自動車道初の開通となった。
- 2010年（平成22年）3月28日 : 佐用JCT - 大原IC間、河原IC - 鳥取IC間が開通し、中国自動車道と接続。
- 2013年（平成25年）
  - 3月23日 : 大原IC - 西粟倉IC間開通により全線開通[4][11]。
  - 12月14日 : 鳥取IC - 鳥取西IC間開通に伴い、山陰自動車道と接続[12]。
- 2019年（平成31年/令和元年）
  - 志戸坂峠防災が事業化[7]。

## 路線状況

### 車線・最高速度
| 区間                                       | 車線 上下線=上り線+下り線 | 最高速度 |
| ------------------------------------------ | ------------------------- | -------- |
| 佐用JCT - 佐用TB                           | 4=2+2                     | 40 km/h  |
| 佐用TB - 西粟倉IC                          | 2=1+1 （暫定2車線）       | 70 km/h  |
| 西粟倉IC - 坂根交差点                      | 2=1+1                     | 60 km/h  |
| 坂根交差点 - 駒帰交差点 （志戸坂トンネル） | 2=1+1                     | 50 km/h  |
| 駒帰交差点 - 智頭南IC                      | 2=1+1                     | 60 km/h  |
| 智頭南IC - 智頭IC                          | 2=1+1 （暫定2車線）       | 70 km/h  |
| 智頭IC - 鳥取IC                            | 2=1+1 （暫定2車線）       | 70 km/h  |

坂根交差点から駒帰交差点の間は一般道路であることより、50 km/h、前後区間である西粟倉ICから坂根交差点、駒帰交差点から智頭南ICの間は60 km/hである。

### 付加車線設置、4車線化の動き
鳥取自動車道は当初暫定2車線で供用された。全線開通後、付加車線の設置が進められている
- 2015年（平成27年）10月20日に福原PA付近の上り線延長約0.5 kmが[13]、2019年（平成31年）3月に西粟倉IC付近の上下線の延長約1.2 kmが供用開始され、2020年（令和2年）6月27日に智頭IC付近の上下線延長約3.1 kmが供用開始された[14]。
- 鳥取IC付近についてはまず2024年（令和6年）2月29日に下り線の延長約2.5 kmが供用開始された[15]。続いて同年8月2日に上り線の延長約2.5 kmが供用開始され、これにより上下線の付加車線設置が完了した[16]。

### 料金
通行料金は無料である。ただし、佐用平福IC以南は中国自動車道に繋がるため、無料で走れない。

### 道路規格
佐用JCT - 西粟倉IC, 智頭南IC - 河原IC
- 道路規格 : 第1種第3級
- 設計速度 : 80 km/h
- 暫定2車線（完成4車線）

河原IC - 鳥取IC
- 道路規格 : 第1種第2級
- 設計速度 : 100 km/h
- 暫定2車線（完成4車線）

西粟倉IC - 坂根交差点, 駒帰交差点 - 智頭南IC（志戸坂峠道路1期区間）
- 道路規格 : 第1種第3級
- 設計速度 : 80 km/h
- 2車線

坂根交差点 - 駒帰交差点 （志戸坂トンネル区間）
- 道路規格 : 第3種第2級
- 設計速度 : 60 km/h
- 2車線

### 休憩施設
休憩施設として本道沿い、又はICの近隣に道の駅が設置されている。道の駅宿場町ひらふく（佐用平福ICより2km）、道の駅あわくらんど（西粟倉ICに隣接）、福原PA、用瀬PA、道の駅清流茶屋 かわはら（河原IC/PAに隣接）がある。福原PAは佐用方面のみとなる。また、道の駅清流茶屋 かわはらは鳥取方面は本道沿いの河原PAから直接利用できるが、佐用方面は本道沿いから直接利用できないため近隣の一般道路から利用する。
鳥取自動車道の休憩施設は、いずれもガソリンスタンドが併設されていない。国土交通省中国地方整備局倉吉河川国道事務所では、休憩施設ガイドマップを用意しており、インターチェンジ周辺の道の駅やガソリンスタンドを案内している。

### トンネル
| 区間                    | 数 | トンネル名         | 長さ                            | 備考                                                |
| 佐用JCT - 佐用平福IC    | 3  | 塩谷トンネル       | 305 m                           |                                                     |
| 佐用JCT - 佐用平福IC    | 3  | 利神山トンネル     | 959 m                           |                                                     |
| 佐用JCT - 佐用平福IC    | 3  | 平福トンネル       | 558 m                           |                                                     |
| 佐用平福IC - 大原IC     | 4  | 末宗第一トンネル   | 229 m                           |                                                     |
| 佐用平福IC - 大原IC     | 4  | 末宗第二トンネル   | 1,176 m                         |                                                     |
| 佐用平福IC - 大原IC     | 4  | 釜坂第一トンネル   | 551 m                           |                                                     |
| 佐用平福IC - 大原IC     | 4  | 釜坂第二トンネル   | 926 m                           |                                                     |
| 大原IC - 西粟倉IC       | 8  | 今岡トンネル       | 622 m                           |                                                     |
| 大原IC - 西粟倉IC       | 8  | 中町トンネル       | 384 m                           |                                                     |
| 大原IC - 西粟倉IC       | 8  | 大原トンネル       | 417 m                           |                                                     |
| 大原IC - 西粟倉IC       | 8  | 江ノ原第一トンネル | 183 m                           |                                                     |
| 大原IC - 西粟倉IC       | 8  | 江ノ原第二トンネル | 474 m                           |                                                     |
| 大原IC - 西粟倉IC       | 8  | 筏津トンネル       | 775 m                           |                                                     |
| 大原IC - 西粟倉IC       | 8  | 西粟倉トンネル     | 998 m                           |                                                     |
| 大原IC - 西粟倉IC       | 8  | 佐渕トンネル       | 上り線：178 m 下り線：201 m     |                                                     |
| 西粟倉IC - 坂根交差点   | 1  | あわくらトンネル   | 525 m                           |                                                     |
| 坂根交差点 - 駒帰交差点 | 1  | 志戸坂トンネル     | 1,630 m                         | 一般道路                                            |
| 駒帰交差点 - 智頭南IC   | 4  | 駒帰トンネル       | 183 m                           |                                                     |
| 駒帰交差点 - 智頭南IC   | 4  | 樽見トンネル       | 835 m                           |                                                     |
| 駒帰交差点 - 智頭南IC   | 4  | 若杉トンネル       | 295 m                           |                                                     |
| 駒帰交差点 - 智頭南IC   | 4  | 美杉郷トンネル     | 325 m                           |                                                     |
| 智頭南IC - 智頭IC       | 6  | 尾見トンネル       | 1,035 m                         |                                                     |
| 智頭南IC - 智頭IC       | 6  | 大内トンネル       | 692 m                           |                                                     |
| 智頭南IC - 智頭IC       | 6  | 毛谷トンネル       | 1,107 m                         |                                                     |
| 智頭南IC - 智頭IC       | 6  | 篠坂トンネル       | 1,362 m                         |                                                     |
| 智頭南IC - 智頭IC       | 6  | 上市場トンネル     | 256 m                           | 入口の看板には両方の名称と 合計の長さが書かれている |
| 智頭南IC - 智頭IC       | 6  | 智頭宿トンネル     | 1,975 m                         | 入口の看板には両方の名称と 合計の長さが書かれている |
| 智頭IC - 用瀬IC/PA      | 4  | 智頭用瀬トンネル   | 上り線：2,392 m 下り線：2,472 m |                                                     |
| 智頭IC - 用瀬IC/PA      | 4  | 用瀬第一トンネル   | 1,464 m                         |                                                     |
| 智頭IC - 用瀬IC/PA      | 4  | 用瀬第二トンネル   | 2,827 m                         | 鳥取自動車道で最長のトンネル                        |
| 智頭IC - 用瀬IC/PA      | 4  | 用瀬第三トンネル   | 1,402 m                         |                                                     |
| 用瀬IC/PA - 河原IC      | 1  | 高津原トンネル     | 756 m                           |                                                     |
| 河原IC - 鳥取南IC       | 1  | 片山トンネル       | 506 m                           |                                                     |
| 鳥取南IC - 鳥取IC       | 1  | 下味野トンネル     | 814 m                           |                                                     |
| 合計                    | 34 | -                  | -                               |                                                     |

### 道路管理者
- NEXCO西日本関西支社
  - 福崎高速道路事務所 : 佐用JCT - 佐用TB

- 国土交通省中国地方整備局
  - 鳥取河川国道事務所 鳥取自動車道出張所[19][20] : 佐用TB - 鳥取IC
    - ただし、兵庫県内の整備は近畿地方整備局阪神国道事務所、岡山県内の整備は中国地方整備局岡山国道事務所が担当している。

#### 所管警察
- 兵庫県警察
  - 高速道路交通警察隊福崎分駐隊 : 佐用JCT - 兵庫県・岡山県境[21]
- 岡山県警察
  - 高速道路交通警察隊北部方面隊 : 兵庫県・岡山県境 - 坂根交差点[22]
  - 交通機動隊および美作警察署交通課 : 坂根交差点 - 岡山県・鳥取県境（志戸坂トンネルを含む）
- 鳥取県警察
  - 交通機動隊および智頭警察署交通課 : 岡山県・鳥取県境（志戸坂トンネルを含む） - 駒帰交差点
  - 高速道路交通警察隊鳥取分駐隊 : 駒帰交差点 - 鳥取IC[23]

#### ハイウェイラジオ
鳥取自動車道・志戸坂峠道路にハイウェイラジオはない。

### 交通量
24時間交通量（台） 道路交通センサス
| 区間                                 | 平成17（2005）年度 | 平成22（2010）年度 | 平成27（2015）年度 | 令和3（2021）年度 |
| ------------------------------------ | ------------------ | ------------------ | ------------------ | ----------------- |
| 佐用JCT - 佐用平福IC                 | 調査当時未開通     | 02,338             | 03,489             | 03,060            |
| 佐用平福IC - 大原IC                  | 調査当時未開通     | 04,236             | 05,251             | 05,332            |
| 大原IC - 西粟倉IC                    | 調査当時未開通     | 調査当時未開通     | 04,472             | 04,653            |
| 西粟倉IC - 坂根交差点                | データなし         | データなし         | 04,912             | 05,224            |
| 坂根交差点 - 駒帰交差点 （一般道路） | 02,477             | 03,992             | 04,912             | 05,224            |
| 駒帰交差点 - 智頭南IC                | データなし         | 03,937             | 04,912             | 05,224            |
| 智頭南IC - 智頭IC                    | 調査当時未開通     | 03,594             | 04,448             | 04,681            |
| 智頭IC - 用瀬IC                      | 調査当時未開通     | 09,499             | 10,254             | 11,103            |
| 用瀬IC - 河原IC                      | 調査当時未開通     | 11,424             | 11,883             | 12,411            |
| 河原IC - 鳥取南IC                    | 調査当時未開通     | 12,794             | 14,360             | 15,266            |
| 鳥取南IC - 鳥取IC                    | 調査当時未開通     | 11,256             | 13,698             | 14,645            |

（出典：「平成22年度道路交通センサス」・「平成27年度全国道路・街路交通情勢調査」・「令和3年度全国道路・街路交通情勢調査」（国土交通省ホームページ）より一部データを抜粋して作成）
- 令和2年度に実施予定だった交通量調査は、新型コロナウイルスの影響で延期された[24]。

## 地理

### 通過する自治体
- 兵庫県
  - 佐用郡佐用町
- 岡山県
  - 美作市 - 英田郡西粟倉村
- 鳥取県
  - 八頭郡智頭町 - 鳥取市

### 接続する高速道路
- E2A 中国自動車道（佐用JCTで接続）
- E9 山陰自動車道（鳥取西道路）（鳥取ICで直結）